# Wapen van Bermuda

Het wapen van Bermuda

Het wapen van Bermuda, een overzees gebied van het Verenigd Koninkrijk, is in gebruik sinds 4 oktober 1910.

## Beschrijving
Op het wapen staat een rode leeuw die een schild vasthoudt met daarop een wrak van een schip. De rode leeuw staat voor de band met het Verenigd Koninkrijk en het schip staat symbool voor de Sea Venture, het schip waarmee Sir George Somers in 1609 het land bereikte en de band met het Verenigd Koninkrijk begon.
Onderaan staat het motto in het Latijn: Quo fata ferunt (Waar het lot ons zal brengen).
Antigua en Barbuda · Aruba · Bahama's · Barbados · Belize · Canada · Costa Rica · Cuba · Curaçao · Dominica · Dominicaanse Republiek · El Salvador · Grenada · Guatemala · Haïti · Honduras · Jamaica · Mexico · Nicaragua · Panama · Saint Kitts en Nevis · Saint Lucia · Saint Vincent en de Grenadines · Sint Maarten · Trinidad en Tobago · Verenigde Staten
Afhankelijke gebieden

Amerikaanse Maagdeneilanden · Anguilla · Bermuda · Britse Maagdeneilanden · Groenland · Guadeloupe · Kaaimaneilanden · Martinique · Montserrat · Navassa · Puerto Rico · Saint-Pierre en Miquelon · Turks- en Caicoseilanden